# Championnat du Costa Rica de football 1993-1994
Navigation
Saison précédente Saison suivante
La Primera División 1993-1994 est la 72e édition de la première division costaricienne.
Lors de ce tournoi, le CS Herediano a tenté de conserver son titre de champion du Costa Rica face aux onze meilleurs clubs costariciens.
Seulement deux places étaient qualificatives pour la Coupe des champions de la CONCACAF.

## Les 12 clubs participants
| \| LD Alajuelense / AD Belén AD Carmelita CS Cartagines CS Herediano AD Limonense Municipal Pérez Zeledon Municipal Puntarenas AD Ramonense AD San Carlos I 0Deportivo Saprissa Municipal Turrialba \| Localisation des clubs engagés dans le championnat. |
| LD Alajuelense / AD Belén AD Carmelita CS Cartagines CS Herediano AD Limonense Municipal Pérez Zeledon Municipal Puntarenas AD Ramonense AD San Carlos I 0Deportivo Saprissa Municipal Turrialba                                                           |

| Club                    | Stade                         | Capacité          | Ville                  |
| LD Alajuelense          | Stade Alejandro Morera Soto   | 17 900            | Alajuela               |
| AD Belén                | Stade inconnu                 | Capacité inconnue | San Antonio            |
| AD Carmelita            | Stade Carlos Alvarado         | 3 000             | Santa Bárbara          |
| CS Cartagines           | Stade José Rafael Meza        | 13 500            | Cartago                |
| CS Herediano            | Stade Eladio Rosabal Cordero  | 8 100             | Heredia                |
| AD Limonense            | Stade Juan Gobán              | 3 000             | Puerto Limón           |
| Municipal Pérez Zeledon | Stade Municipal Pérez Zeledón | 6 000             | San Isidro del General |
| Municipal Puntarenas    | Stade Lito Pérez              | 4 100             | Puntarenas             |
| AD Ramonense            | Stade Carlos Roldan           | 5 000             | San Ramón              |
| AD San Carlos           | Stade Carlos Ugalde Álvarez   | 5 600             | Ciudad Quesada         |
| Deportivo Saprissa      | Stade Ricardo Saprissa        | 23 100            | San José               |
| Municipal Turrialba     | Stade Rafael Ángel Camacho    | 4 500             | Turrialba              |

## Bilan du tournoi
| Tableau d'Honneur |                    |
| Compétition       | Vainqueur          |
| Primera División  | Deportivo Saprissa |

| Qualifications continentales 1994-1995 |                                   |
| Coupe des champions de la CONCACAF     | Qualifiés                         |
| Deuxième tour de qualification         | Deportivo Saprissa LD Alajuelense |

| Promotions et relégations   |                    |
| Relégué en Segunda División | AD Carmelita       |
| Promu de Segunda División   | AD Sagrada Familia |